# Universidade de Cape Breton
A Universidade de Cape Breton (em inglês conhecida como: Cape Breton University ou CBU) é uma universidade no Município Regional de Cape Breton, Nova Escócia, Canadá. Localizada perto de Sydney, a CBU é a única instituição de pós-graduação concedente à Ilha de Cape Breton.